# یواس‌اس کنستان (ای‌ام-۴۲۷)
یواس‌اس کنستان (ای‌ام-۴۲۷) (به انگلیسی: USS Constant (AM-427)) یک کشتی بود که طول آن ۱۷۲ فوت (۵۲٫۴۳ متر) بود. این کشتی در سال ۱۹۵۳ ساخته شد.